# Джовани ди Бичи де Медичи
Вижте пояснителната страница за други личности с името Джовани де Медичи.
Джовàни ди Бѝчи де Мèдичи (на италиански: Giovanni di Bicci de' Medici; * 18 февруари 1360, Флоренция, Флорентинска република; † 20 февруари 1429, пак там) е първият виден член на централния клон на фамилията Медичи. Успява да натрупа голямо богатство с основаната от него Банка на Медичите, което предава на сина си Козимо Стари.

## Произход
Той е син на Аверардо ди Киарисимо де Медичи (1320 – 1363) и Якопа (или Джована) Спини. Баща му е търговец на вълна, който едва в последния период от живота си постига такова богатство, че може да бъде определен като богат. Има един брат и една сестра:
- Франческо Стари († 1402), съпруг на Селваджа Джанфиляци, дъщеря на Пиетро Джанфиляц, и на Франческа Балдучи, дъщеря на Лемо Балдучи и Катерина Кортичела, от която има 2 сина и 2 дъщери
- Антония, съпруга на Анджело Ардингели

## Биография

### Икономически възход и Банка на Медичите (1360 – 1410)
При смъртта на баща му през 1363 г. неговото забележително наследство е разделено на пет равни части сред петте му деца, като по този начин се превръща в малко наследство. Чичото на Джовани обаче – успешният банкер Виери де Медичи, втори братовчед на баща му е много по-богат и сред 70-те или повече банки на средновековна Флоренция неговата е една от най-проспериращите. В негова служба именно Джовани научава занаята на банкер. През 1380 г. той започва да дава пари на заем, влиза в римския филиал на чичо си, и става партньор, като скоро става управител на филиала в Рим с името „Виери и Джовани де Медичи в Рим“. През 1385 г. той поема този клон благодарение на малкото наследство, донесено му като зестра от съпругата му Пикарда Буери, по-късно увеличено с навлизането на нови партньори. Всъщност Джовани и по-големият му брат Франческо чиракуват в семейната банка на чичо им и по-късно стават партньори. Франческо става миноритарен акционер през 1382 г., докато Джовани става управител на филиала в Рим през 1385 г., като става акционер на свой ред, въпреки че не е необходимо да се капиталализира филиалът, тъй като Папството депозира пари и не иска заеми. Между 1391 и 1392 г. банката на чичо му се разделя на три отделни банки. Едната банка банкрутира бързо, втората, начело с брата на Джовани, Франческо, и след това със сина на Франческо – Аверардо, оцелява до 1443 г. Третата банка е контролирана от Джовани в партньорство с Бенедето ди Липачо де Барди.
Основаването на Банката на Медичите датира от 1397 г., тъй като тогава Джовани отделя своята банка от тази на племенника си Аверардо (която е била римският клон на банката), премествайки я от Рим във Флоренция, близо до Орсанмикеле, на кръстопътя между Виа Порта Роса и Виа Калимала. Римският клон тогава се управлява от Бенедето де Барди, а Джовани взема за партньор Балдасаре Буони. Те плащат капитал от 10 000 златни флорина, от които малко повече от половината са за Джовани, а остатъкът – за двамата му партньори. Смяната на града донася предимство за банката, тъй като много от големите банки, доминиращи във Флоренция през XIV век (тези на семействата Барди, Ачайоли и Перуци) са изправени пред проблеми, породени от сем. Алберти, станало толкова важно, че се занимава с делата на Католическата църква. Но Алберти попадат в поредица от семейни кавги и семейството е прогонено от Флоренция през 1382 г. (въпреки че им е позволено да се върнат през 1434 г.), като по този начин се създава вакуум. Изборът на Джовани се оказва много уместен, особено докато Флоренция не разполага с добро пристанище в Средиземно море, което получава през 1406 г. с превземането на Пиза и Порто Пизано. Друго предимство е, че е много по-лесно да се инвестира капитал във Флоренция, отколкото в Рим, тъй като благодарение на депозитите на Светия престол, получени от Джовани след дългото му предишно сътрудничество, банката разполага с големи суми, които може да отпуска. По онова време банките извършват своята дейност чрез депозиране, издаване и конвертиране на менителници (предшественици на пътническите чекове), заеми и инвестиции от различни видове.
Банката на Медичите има късмет и благодарение на използването на пари в търговията с тъкани, така че през 1408 г. тя вече има два клона – във Венеция и в Рим, плюс подклон в Неапол, зависим от този в Рим. Но именно от Рим Джовани започва изграждането на икономическата си империя. Бизнесът на Джовани незабавно се оказва плодотворен и вторият филиал на банката е открит на 25 март 1402 г. във Венеция. След първоначално административно лошо управление, той среща трудности, но скоро успява да се възстанови. Именно от този клон произлиза обичаят на управителя на клона да се плаща с акциите на компаниите, които той е придобил в своята управленска дейност. През същата 1402 г. е основана първата фабрика на Медичите за производство на вълнен плат, а друга е открита през 1408 г. През този период филиалът в Рим отваря филиал в Неапол (затворен през 1425 г. и заменен с филиали в Женева и Гаета). Това може да изглежда много, но има само 17 служители общо през 1402 г. и само пет в централата във Флоренция, въпреки че са сравнително добре платени и лесно израстват. През 1420 г. Джовани предоставя ръководството и финансите на синовете си Лоренцо и Козимо де’ Медичи.

### Отношения с папа Йоан XXIII (1410 – 1419)
Именно банката в Рим е най-печелившата, тъй като през 1413 г. Джовани успяв да стане привилегирован банкер на папските сметки благодарение на приятелството си с антипапа Йоан XXIII (папа от „Пизанската" фракция по време на Западната схизма, избран през 1410 г.). Йоан се нуждае от средства, за да запази позицията си и да укрепи авторитета си за сметка на двамата си съперници, антипапа Бенедикт XIII (Авиньонска фракция) и папа Григорий XII. Следователно Джовани дава на Медичите достъп до дейността на Апостолическата камара. Така Банката на Медичите успява да събира десятък и да получава процент – възможност, която значително увеличава финансовото състояние на семейството. Този почти монопол обаче продължава само две години, тъй като през 1415 г. папата е свален от Констанцкия събор и скоро Банката на Медичите се оказва, че споделя източника на доходи с конкурентни компании, включително тези на семейство Спини (тези от Палацо Спини Ферони) и на Алберти. С фалита на Банката на Спини през 1420 г. Джовани си възвръща голяма част от загубените прерогативи върху събирането на папски сметки, този път по траен начин, което донася значителен просперитет на него и на семейството му.
Благодарение на забележителните приходи на банката, доста над 100 000 флорина годишно, и благодарение на своята престижна клиентела Джовани също успява да си позволи да върне старата услуга на Йоан XXIII, междувременно обявен за антипапа и свален: през 1419 г. той изпраща своя агент в Нюрнберг да поеме плащането на 30 000 гулдена, за да бъде антипапата освободен. След смъртта си висшият прелат е погребан във Флоренция в баптистерия Сан Джовани, в гробницата, създадена от Донатело и Микелоцо по поръчка на сина на Джовани, Козимо (най-вероятно като почит към неговия приятел по бащина линия).

### Институционални длъжности
Джовани, въпреки богатството си, е човек, който никога не се проявява ламтящ за обществена служба, но чака службите да му бъдат предложени, като ги приема с готовност. В това отношение Макиавели опреедля неговата политическа роля така: „Той никога не е искал почести и ги е получавал всички; той умря много богат на съкровища, но повече на добра слава и благоволение“. Следователно Джовани успява да изкупи името на Медичите, което, въпреки че е било опетнено в миналото от някой и друг предател или убиец, е дало на обществените служби отговорни и валидни хора, от които Джовани е най-важният до момента. Така той изразява онази мъдра предпазливост по отношение на завистта на другите, която ще бъде един от ключовете към триумфа на неговия син Козимо. Въпреки този си политически такт Джовани има антиолигархични тенденции и се опитва, както демонстрира с покровителството си на дребната и на средната буржоазия, да се противопостави мълчаливо на фракцията на сем. Албици Той заема следните обществени длъжности:
- 1402: първо назначение като приор на Изкуството на обмяната (една от седемте професионални корпорации на града)[10]
- 1403: дипломатическа мисия в Болоня[11]
- 1407: губернатор на град Пистоя[11]
- 1408: второ назначение като приор на Изкуството на обмяната[12]
- 1411: трето назначение като приор на Изкуството на обмяната[13]
- 1419: член на Dieci di Balia[14] (извънредна съдебна власт, на която бива поверявано, в определени моменти, разрешаването на ситуации, които застрашават живота на Флоренция).
- 1421: Гонфалониер на правосъдието[15]

Джовани е до известна степен незаинтересован от политиката, освен когато не касае него или неговата банка. Често когато трябва да участва във Флорентинското правителство, той предпочита да плати глобата, отколкото да се включи, въпреки че е служил един мандат като гонфалониер на правосъдието.

### Чума от 1417 г.
През 1417 г. жестока чума поразява град Флоренция. По този повод Джовани ди Бичи дава голяма парична помощ за подпомагане на болните и за справяне на Сеньорията с епидемията.

### Създаване на кадастър (1427 г.)
Джовани е един от основните поддръжници на институцията на градски кадастър, който за първи път облага флорентинците не с различни данъци върху потреблението, които засягат еднакво богатите и бедните, а с калибрирани данъци върху приходите, наемите и притежанията на отделните семейства .Тази фундаментална стъпка в борбата между Медичи и Албици е една от онези мерки, насочени към спечелване на привърженици сред по-нисшите класи от страна на Медичите съгласно неписана програма, която трае около петдесет години, с подкрепата на Салвестро де Медичи пред бунта на Чомпи.
Преди тази реформа данъците на общината се основават на сложна и объркана система от предимно косвени данъци, към които са добавени някои „оценки", т.е. данъци върху имуществото. На практика обаче огромният дял от приходите се осигурява от мита и габели (данъци върху транзитни стоки). В допълнение към обикновеното данъчно облагане има и извънредно такова за моменти на особена необходимост като войни и изграждане на големи обекти като стените на града. Тези нужди са покрити от т. нар. „принудителни заеми“, т.е. доброволни или принудителни заеми, които се изплащат по все по-тромав начин: през 1343 г. дори е създадена „обща банка“, която емитира държавни облигации. Тези облигации са толкова раздути от спекулации с много високи лихви, че през 1358 г. на „Монте“ са предложени сертификати за публичен дълг за триста флорина в замяна на 100 флорина в брой. Въпреки това единствените, които могат да си позволят такива печалби, са богатите, които имат пари за залог. Следователно в крайна сметка данъците натоварват еднакво както бедните, така и богатите, докато публичният дълг довежда до непрекъснато изтичане на пари в полза на богатите.
Поводът за поредната война срещу Висконти от Милано през 1427 г. поражда необходимостта да се теглят пари там, където наистина се намират, тоест в хазните на богатите земевладелци. Кадастърът, поддържан от Джовани де Медичи, със сигурност го задължава да направи големи разходи, включително и неговите съюзници, но също така и неговите противници като Риналдо дели Албици. Трябва също да се спомене, че и последният публичен акт на Джовани де Медичи е в защита на народа; група, която днес бихме нарекли „консервативна“, водена от Риналдо дели Албици и Николо да Уцано, заговорничи, за да накара Синьорията, т.е. правителството, да намали броя на малките корпорации, като по този начин намали политическата тежест на силната и здраво артикулирана занаятчийска класа на Флоренция, като в същото време предлага да се премахне, тъй като вече не е в съответствие с времето, разпоредбата, която в продължение на около 130 години е изключвала старото благородничество от феодален произход от държавни служби. Логично, този законопроект е представен по най-правдоподобния начин, като мярка за обикновено управление, но на стария Медичи не убягва истинското му значение, което е реакционен и противонароден обрат, карайки го да мобилизира всички сили на свое разположение (които са доста). Законът е отхвърлен и това помага да се увеличи още по-популярната подкрепа за Джовани и неговите потомци. Общата благосклонност, която следва, е решаваща в дългосрочен план за успеха на семейство Медичи.

## Меценатство
Джовани ди Бичи подкрепя изкуствата и благодарение на неговите значителни дарения градът е разкрасен, разчитайки на художници като Филипо Брунелески и Якопо дела Куерча. Като приор на Изкуството на вълната (гилдията на вълнопроизводителите) той предпочита разкрасяването на фасадата на Палацо Орсанмикеле (края на 10-те години на XV век). Между 1419 и 1425 г. Филипо Брунелески завършва сградата на Спедале дели Иноченти, където се полага грижа за извънбрачните деца в града. След това Джовани де Медичи възлага на великия флорентински архитект да реновира древната базилика Сан Лоренцо, предназначена да стане църква на семейство Медичи. Манталитетът на Джовани обаче е далеч от тази идея за покровителство, типична за неговите деца и внуци, тъй като неговото е по-скоро добронамереност към съгражданите, отколкото политическо използване на изкуството като прерогатив за престиж и надмощие.

## Брак и потомство
∞ 1386 във Флоренция за Пикарда Буери (* 2-ра пол. на XIV век, Верона; † 19 април 1433, Флоренция), дъщеря на Едоардо Буери от древно флорентинско семейство, от която има четирима сина:
- Козимо де Медичи, нар. Козимо Стари или Баща на родината (* 27 септември 1389, Флоренция, Флорентинска република; † 1 август 1464, Кареджи, Флорентинска република), родоначалник на Кафаджòло – кадетски клон на Медичите; политик и банкер, първи господар де факто на Флоренция и първи значим държавник от Дом Медичи; ∞ 1415 за Контесина де Барди, дъщеря на Джовани, граф на Вернио, и на Емилия Панокиески от графовете на Елчи, от която има двама сина. Има и един извънбрачен син.
- Дамиано де Медичи († 1390 като малък), вероятен близнак на Козимо
- Лоренцо де Медичи, нар. Лоренцо Стари (* ок. 1395, Флоренция; † 23 септември 1440, Кареджи), родоначалник на Пополàно – кадетски клон на Медичите; банкер; ∞ 1416 за Джиневра дей Кавалканти, от която има двама сина
- Антонио де Медичи († 1398 като малък)